# Lepidonotus australiensis
Lepidonotus australiensis är en ringmaskart som beskrevs av Seidler 1924. Lepidonotus australiensis ingår i släktet Lepidonotus och familjen Polynoidae. Inga underarter finns listade i Catalogue of Life.